# Троица-Колясники
Троица-Колясники — деревня в Даниловском районе Ярославской области, входит в состав Даниловского сельского поселения, относится к Марьинскому сельскому округу. 

## География
Расположена в 4 км на юг от райцентра Данилова. 

## История
Возникновение пустыни в окрестностях села Даниловского связано с именем старца Капитона, получившего в 1634 году по жалованной грамоте царя Михаила Федоровича Романова пустошь Колесникову. После бегства из пустыни Капитона и его последователей в 1639 году недавно открытая обитель пришла в сильное запустение и находилась на грани закрытия. Однако в 1640 году в пустынь Святой Троицы переводятся монахи упраздненного Преображенского мужского монастыря, располагавшегося в селе Даниловском, и жизнь монастыря вновь активизировалась. Еще при Капитоне в пустыни была построена деревянная церковь во имя Живоначальной Троицы с приделами Вознесения Господня и мученика Белоградского Иоанна. Позже была построена деревянная церковь во имя Иоанна Богослова. В 80-х годах XVII века в Колясниках вместо деревянного Троицкого храма были сооружены два каменных: один в честь Святой Троицы, а другой в честь Казанской иконы Божьей Матери. Одноглавый четырёхстолпный Троицкий храм практически повторял Троицкий собор Свято-Троицкой Сергиевой лавры. Такое сходство храмов объясняется участием в возведении храмов в пустыни келаря Троицкой лавры Прохора. По описи 1680 года в Колясниковой обители кроме трех церквей было восемь братских келий, пекарня, два амбара, за монастырем - конюшенный двор с двумя избами, вокруг монастыря была крытая тесом ограда, окружавшая его по периметру. На колокольне, перенесенной на святые ворота обители в 1644 году, были устроены часы с боем. Возле Троицкой церкви находилась часовня над могилой святого Илии Юродивого, умершего в первой половине XVII века. Забытый в настоящее время блаженный Илия, был очень почитаем местными жителями. В 1764 году Колясниковская пустынь была упразднена. Церкви стали приходскими, а на монастырских землях расположилось село Троицкое. 
В конце XIX — начале XX века село входило в состав Положниковской волости Даниловского уезда Ярославской губернии.
С 1929 года село входило в состав Даниловского сельсовета Даниловского района, с 1954 года — в составе Марьинского сельсовета, с 2005 года — в составе Даниловского сельского поселения.

## Население
| 1859 | 1914 | 2002 | 2007 | 2010 |
| ---- | ---- | ---- | ---- | ---- |
| 29   | →29  | ↘2   | ↘0   | ↗1   |